# Monthaut
Monthaut település Franciaországban, Aude megyében. Lakosainak száma 37 fő (2022. január 1.). Monthaut Alaigne, Bellegarde-du-Razès, Escueillens-et-Saint-Just-de-Bélengard, Peyrefitte-du-Razès, Pomy és Villelongue-d’Aude községekkel határos.

## Népesség
A település népessége az elmúlt években az alábbi módon változott:
| Lakosok száma | 43   | 31   | 35   | 45   | 39   | 39   | 38   | 38   | 38   | 37   |
|               | 1968 | 1982 | 1990 | 2006 | 2013 | 2015 | 2017 | 2019 | 2020 | 2022 |